# Alexander Schmid
Alexander Schmid (Oberstdorf, 9 juni 1994) is een Duitse alpineskiër. Hij vertegenwoordigde zijn vaderland op de Olympische Winterspelen 2018 in Pyeongchang en op de Olympische Winterspelen 2022 in Peking.

## Carrière
Schmid maakte zijn wereldbekerdebuut in oktober 2014 in Sölden. In december 2017 scoorde de Duitser, dankzij een zesde plaats in Val d'Isère, zijn eerste wereldbekerpunten. Tijdens de Olympische Winterspelen van 2018 in Pyeongchang wist hij niet te finishen op de reuzenslalom, in de landenwedstrijd eindigde hij samen met Lena Dürr, Marina Wallner, Fritz Dopfer en Linus Straßer op de vijfde plaats.
Op de wereldkampioenschappen alpineskiën 2019 in Åre eindigde Schmid als achtste op de reuzenslalom. In februari 2020 stond de Duitser in Chamonix voor de eerste maal in zijn carrière op het podium van een wereldbekerwedstrijd. In Cortina d'Ampezzo nam Schmid deel aan de wereldkampioenschappen alpineskiën 2021. Op dit toernooi eindigde hij als vierde op de parallelslalom, in de landenwedstrijd veroverde hij samen met Andrea Filser, Emma Aicher en Stefan Luitz de bronzen medaille in de landenwedstrijd. Tijdens de Olympische Winterspelen van 2022 in Peking eindigde hij als negentiende op de slalom, in de landenwedstrijd behaalde hij samen met Emma Aicher, Lena Dürr, Julian Rauchfuß en Linus Straßer de zilveren medaille.
Op de wereldkampioenschappen alpineskiën 2023 in Courchevel werd Schmid wereldkampioen op de parallelslalom, daarnaast eindigde hij als vijftiende op de reuzenslalom. Samen met Andrea Filser, Lena Dürr en Linus Straßer eindigde hij als zesde in de landenwedstrijd.

## Resultaten

### Olympische Winterspelen
| Jaar | Plaats      | Onderdeel | Onderdeel | Onderdeel    | Onderdeel | Onderdeel         | Onderdeel    |
| Jaar | Plaats      | Afdaling  | Slalom    | Reuzenslalom | Super G   | Alpine combinatie | Parallelteam |
| ---- | ----------- | --------- | --------- | ------------ | --------- | ----------------- | ------------ |
| 2018 | Pyeongchang | –         | –         | DNF          | –         | –                 | 5e           |
| 2022 | Peking      | –         | 19e       | DNF          | –         | –                 | ↑            |

### Wereldkampioenschappen
| Jaar | Plaats            | Onderdeel | Onderdeel | Onderdeel    | Onderdeel | Onderdeel         | Onderdeel | Onderdeel    | Onderdeel |
| Jaar | Plaats            | Afdaling  | Slalom    | Reuzenslalom | Super G   | Alpine combinatie | Parallel  | Parallelteam |           |
| ---- | ----------------- | --------- | --------- | ------------ | --------- | ----------------- | --------- | ------------ | --------- |
| 2019 | Åre               | –         | –         | 8e           | –         | –                 |           | –            |           |
| 2021 | Cortina d'Ampezzo | –         | –         | DNF2         | –         | –                 | 4e        | Brons        |           |
| 2023 | Courchevel        | –         | DNF1      | 15e          | –         | –                 | Goud      | 6e           |           |

### Wereldbeker
Eindklasseringen
| Seizoen   | Algm | SL  | RS  | PAR   |
| --------- | ---- | --- | --- | ----- |
| 2017/2018 | 66e  | –   | 20e |       |
| 2018/2019 | 81e  | –   | 24e |       |
| 2019/2020 | 44e  | –   | 19e | 5e    |
| 2020/2021 | 33e  | –   | 16e | Brons |
| 2021/2022 | 39e  | 44e | 12e | 14e   |
| 2022/2023 | 46e  | –   | 14e |       |
| 2023/2024 | 45e  | –   | 15e |       |
| 2024/2025 | 90e  | –   | 25e |       |